# Vrana (Pakoštane)
Vrana je naselje u sastavu Općine Pakoštane u blizini Vranskog jezera. Pripada Ravnim kotarima.

## Zemljopisni položaj
Nalazi se na 43° 57' 23" sjeverne zemljopisne širine i 15° 33' 43" istočne zemljopisne dužine, sjeverno od Vranskog jezera, 6 km od Pakoštana, 13 km istočno od Biograda te nekoliko kilometara zračne udaljenosti od jadranske obale.
Graniči s naseljima Radašinovci, Pristeg, Donje Ceranje, Miranje i Donja Jagodnja (u sastavu Grada Benkovca) te naseljima Pakoštane i Biograd na Moru.

## Upravna organizacija
Upravno pripada općini Pakoštane u Zadarskoj županiji.

## Povijest

### Srednji vijek
U latinskim izvorima Vrana se nazivala Aurana, Laurana i Arauzona. Sama tvrđava oko koje se kasnije razvilo naselje spominje se već u 9. stoljeću te je bila posjed hrvatskih kraljeva. U 11. stoljeću ondje se nalazio benediktinski samostan sv. Grgura, koji je kralj Dmitar Zvonimir darovao 1076. Svetoj Stolici. Razlog zbog kojeg je Zvonimir vranskom samostanu namijenio vodeću ulogu u crkvenom reformskom pokretu su gospodarska snaga i značajan strateški položaj - blizina najvažnijih gradova Zadra, Biograda i Nina. Izravna papinska vlast značila je izuzeće iz nadležnosti lokalnih crkvenih i svjetovnih velikaša, pa se Vrana brzo razvija u novi centar moći, a vranski prior postaje značajan politički čimbenik. U Vrani su se nalazili i znakovi kraljevskog dostojanstva kojim su se služili papinski legati prilikom krunidbe hrvatskih i hrvatsko-ugarskih vladara. Templari preuzimaju upravu gradom, samostanom i njegovim imanjem 1136. sve do ukinuća reda 1312. kada prelazi u ruke ivanovaca.  
U osobi vranskog priora posebno u doba (priorata) hrvatskog bana Ivana Paližne skoncentrirana je velika crkvena, politička i vojnička moć. Zbog čestih sukoba između knezova i kraljeva s jedne strane, te banova i vranskog priora s druge, hrvatsko-ugarski su kraljevi uz suglasnot pape hrvatske banove posebnom uredbom imenovali i titulom vranskog priora.
Kada je Ladislav Napuljski 1409. godine prodao Dalmaciju Mletačkoj Republici za 100.000 dukata i Vrana dolazi pod mletačku vlast. U to vrijeme nastaje Vranski zakonik, važan povijesni dokument iz 15. stoljeća, a sastavljen je od 33 članka. Vrijedio je za područje Vrane i okolice te pokazuje administrativno-sudsko ustrojstvo toga tvrđavskog naselja s jakim elementima hrvatskog običajnog prava. Pisan je arhaičnim talijanskim jezikom, a zaključak latinskim. U Vrani su rođena dva znamenita majstora renesanse iz koji su se školovali i djelovali u Italiji: graditelj Lucijan i kipar Franjo Laurana (Vranjanin).

### Osmanska vlast
Poslije Mohačke bitke 1526. ne postoji više organiziranog otpora osmanskoj najezdi. Padom Knina i Ostrovice Osmanlijama je otvoren put prema Zadru, Ninu i Vrani, koju Mlečani nisu mogli dostatno utvrditi i braniti. Zbog straha od Osmanlija, domaće stanovništvo napušta Vranu i bježi u selo Betinu na otoku Murteru, a djelomice i u južnu Istru. I danas Betinjani imaju velike masline u »Modravama« na prevlaci između mora i Vranskog jezera koje je ostalo pod mletačkom vlašću. Vrana pada u osmanske ruke 1537. godine. Grad i podgrađe naseljavaju se isključivo muslimanskim življem, a okolicu nastanjuje vlaško stanovništvo. Osmanlije su zauzimanjem temeljito preuredili tvrđavu držeći u njoj posadu od 150 pješaka i 100 konjanika. U upravnom pogledu Vrana je pripadala najprije Kliškom, pa Ličkom a zatim Krčkom sandžaku i Skradinskom kadiluku, a njome su upravljale osmanske velikaške obitelji iz roda Atlagića i Durakbegovića.
Jusuf Mašković, vjerojatno porijeklom iz Vrane ili Pakoštana, za osmanske vlasti postao je »silahdar« (čuvar oružja na sultanovom dvoru), a nedugo zatim se strelovito uspinje i postaje drugi vezir i sultanov savjetnik. Godinu dana poslije imenovan je kapudar-bašom, admiralom turske flote, te je za sobom ostavio važan spomenik osmanskog graditeljstva u Vrani. Naime, pred kraj službe, a i bojeći se sudbine većine dostojanstvenika na sultanovom dvoru, odlučio je podići svratište za karavane i trgovce, Maškovića han, danas najzapadniji postojeći svjetovni turski spomenik u Europi. Oko njega melioracijskim radovima uređena su polja. Maškovićevom smrću 1645. obustavljena je gradnja i han je stajao nedovršen i zapušten sve do 2013.
Tijekom Kandijskog rata, Mlečani su nakratko zauzeli Vranu 1647., no kako su se nakon primirja ipak morali povući, topovima su uvelike srušili vranske utvrde i građevine. Kad je u svibnju 1683. godine novi krčki sandžak-beg stigao u Vranu, pokušao je podignuti namete svojim podanicima, što su oni odbili. Odmah se okupilo oko 400 ljudi iz Vrane i okolnih mjesta i dalo na znanje sandžak-begu da se povuče prema Kninu, inače će upotrijebiti silu. Uskoro se sandžak-beg povukao prema u Knin odakle se sporio s Mlečanima o pravnim odnosima i posjedu zemlje. U listopadu 1683., izbijanjem Morejskog rata, lokalno stanovništvo se pobunilo te konačno oslobodilo Vranu. Prilikom konačnog oslobođenja Vrane u mjestu su zatečene tri džamije koje su odmah skupa s utvrdom porušene.

### Novi vijek
Nakon oslobođenja od Osmanlija te polaganog oslobađanja čitavog zaleđa, Vrana gubi svoje veliko srednjovjekovno značenje te postaje tek omanje seosko naselje. Vranskim dobrom od 1752. pa sve do 1868. upravljaju plemići Borelli-Vranski, nakon čega postaje državno dobro. Borelliji nastoje oko unaprjeđenja poljoprivrede i podizanja prihoda od svog posjeda te uvode nove kulture, alate i tehnike obrade. Naselili su i određeni broj seljaka podrijetlom iz talijanske regije Furlanija. Godine 1770. mletačka vlast prokopala je kanal (danas poznat kao Prosika) kojim je Vransko jezero spojeno s morem, posušile su se močvare i poljodjelstvo je opet obnovljeno. Malarija je ipak ostala veliki problem sve do početka dvadesetog stoljeća.

### Drugi svjetski rat
Izbijanjem rata u travnju 1941. Vranu, kao i ostatak Ravnih kotara, okupiraju i prisvajaju Talijani. Postaje dio Zadarske provincije u sastavu Općine Benkovac. Talijanska vlast pokreće val nasilja i represije nad mještanima, oduzimanja stoke i hrane te provodi politiku talijanizacije. Talijanskoj vojsci i dobrovoljačkim paravojnim postrojbama u njihovoj službi suprotstavljaju se partizani, vršeći diverzije i sabotaže te napade. U rujnu 1943., kapitulacijom Italije, Vrana nominalno ulazi u sastav NDH, no sve je veća vojna i civilna vlast Nijemaca. Jačanjem narodnooslobodilačkog pokreta, Maškovića han postaje vojna točka i uporište njemačke i ustaške posade. Prema povjesničaru umjetnosti Cvitu Fiskoviću, "iznakazili su mu i oštetili zidine gradeći zaklone i puškarnice." U ožujku 1944. ustaše su ubili trinaest članova srpske obitelji u Vrani, što je odjeknulo sjevernom Dalmacijom.
Nakon oslobođenja krajem 1944., na kraće vrijeme je uspostavljen kažnjenički zavod Vrana. Osuđeni suradnici okupatora ili pripadnici četničkih i ustaških postrojbi služili su kaznu na Poljoprivrednom dobru Vrana.

## Gospodarstvo
Razvijeno je ratarstvo. U Vrani djeluje tvrtka "Vrana d.o.o." sa sjedištem u Biogradu na Moru, koja se bavi peradarstvom i povrtlarstvom, s prihodima od 65 milijuna kuna u 2019. godini.

## Stanovništvo
2011. naselje Vrana brojilo je 790 stanovnika.
2001. naselje Vrana brojilo je 724 stanovnika, od čega se 708 (98%)  osoba izjasnilo kao Hrvati, 10 (1,4%) kao Srbi, uz 16 ostalih.
1991. naselje Vrana brojilo je 1249 stanovnika, od čega se 991 (79%) osoba izjasnilo kao Hrvati, 229 (18,3%) kao Srbi, uz 29 ostalih.
| broj stanovnika | 426   | 365   | 312   | 311   | 334   | 517   | 630   | 641   | 885   | 996   | 1125  | 1222  | 1204  | 1249  | 724   | 790   | 778   |
|                 | 1857. | 1869. | 1880. | 1890. | 1900. | 1910. | 1921. | 1931. | 1948. | 1953. | 1961. | 1971. | 1981. | 1991. | 2001. | 2011. | 2021. |

## Znamenitosti
- U blizini se nalazi Vransko jezero, koje je dobilo ime po ovom mjestu. To je najveće prirodno jezero u Hrvatskoj.
- Maškovića han, najzapadniji i najočuvaniji svjetovni osmanski spomenik u Europi. Konačno dovršen i obnovljen 2014.
- Ostatci grada Vrane iz srednjeg vijeka, kada je u Vrani bila skoncentrirana velika politička i crkvena moć.
- Ostatci rimskog akvadukta koji je opskrbljivao Jader (Zadar) vodom iz obližnjeg izvora[8][9]

## Poznate osobe
- Ivan Paližna (-1391.), hrvatski ban i vranski prior, stolovao u Vrani
- Lucijan Vranjanin (Laurana) (o. 1430. – 1502.), renesansni kipar i slikar
- Franjo Vranjanin (Laurana)  (o. 1420. – 1479.), arhitekt i graditelj
- Toma Ilirik, franjevac, katolički reformator 15. i 16. st.
- Ivan iz Vrane (admiral mletačke vojske)
- Jusuf Mašković (1604. – 1645.), vezir i zapovjednik osmanske flote
- Manfred Borelli Vranski (1839. – 1914.), političar i gospodarstvenik

## Zanimljivosti
- Prema jednoj od legendi, hrvatski templari su u Vrani sakrili i zakopali veliko blago, a u tom su blagu bile i zlatne kočije. Navodno su postojale namjere JNA za iskopavanja u Vrani, nadajući se da će se dočepati templarskog blaga, što je zaustavio rat.

### Ostali projekti
|  | Wikizvor ima izvorni tekst Prisega kralja Zvonimira (Wikizvor) |

## Vanjske poveznice
- Mrežna stranica mjesnog odbora Vrana  Arhivirana inačica izvorne stranice od 30. prosinca 2012. (Wayback Machine)
- Povijest Vrane  Arhivirana inačica izvorne stranice od 9. prosinca 2014. (Wayback Machine)
- O grbu Vrane, Željko Heimer

|  | Portal Hrvatske – Pristup člancima s tematikom o Hrvatskoj. |